# Xenophrys wushanensis
Xenophrys wushanensis är en groddjursart som först beskrevs av Ye och Fei 1995.  Xenophrys wushanensis ingår i släktet Xenophrys och familjen Megophryidae. IUCN kategoriserar arten globalt som livskraftig. Inga underarter finns listade i Catalogue of Life.